# Monoral
Monoral è un gruppo musicale giapponese.
La band è formata da Anis Shimada (voce) e Ali Morizumi (basso).
Anis è giapponese-marocchino e parla correntemente giapponese, inglese, francese e arabo. Nato a Londra e cresciuto in Francia, ha lavorato come modello e come chitarrista di supporto per musicisti famosi. Ha creato canzoni per spot televisivi, ha lavorato come corista per musicisti famosi e ha prestato la voce per spot commerciali (lavorando anche con Tetsuya Komuro).
Ali è giapponese-americano cresciuto a Tokyo. Parla fluentemente sia giapponese che inglese. È stato un VJ di MTV Japan e lavora ancora in uno show tv chiamato "Self Liner Notes" in programmazione su MUSIC ON! TV. È anche un DJ radiofonico e conduce uno show sull'emittente Inter FM.
I membri di supporto di Monoral sono Tomoya Tsutsui (chitarra) e Daigo Kakijima (batteria). In aggiunta il chitarrista Eric Zay, attualmente nel gruppo FAKE?, aiuta la band nella scrittura e composizione delle canzoni.

## Discografia
Il loro esordio è avvenuto nel luglio del 2001 con l'EP "In Stereo". A seguire è stato pubblicato il secondo EP "Ammonite" nel 2004.
In luglio del 2005 è uscito il primo album "Petrol" e il singolo "Visions In My Head" è stato distribuito nel novembre del 2005.
La loro canzone Kiri è usata come sigla di apertura per la serie anime seinen del 2006 Ergo Proxy, disponibile in Italia in formato DVD.
A maggio del 2007 è stato commercializzato il singolo "Tuesday" ed in luglio dello stesso anno è uscito il loro secondo full leght "Turbulence".

## Tracklist
In Stereo (25 luglio 2001)
1. Release me
2. Goodbye
3. Wash
4. Weird kind of swings
5. This band has not begun

Ammonite (24 marzo 2004)
1. I am I am
2. I like it
3. Ammonite
4. Oh no!
5. So long

Petrol (13 luglio 2005)
1. Tente
2. Frozen Peak
3. Healthy Sick Bastard
4. Nothing more Nothing less
5. Don't you look away
6. Garden
7. Let me in
8. Widow's stool
9. Like you
10. Tangled
11. Tame me

Visions In My Head (2 novembre 2005)
1. Visions In My Head
2. Pocketful Of Joy

Tuesday (9 maggio 2007)
1. Tuesday

Turbulence (4 luglio 2007)
1. Pocketful Of Joy
2. Sparta
3. Vimana
4. Monkey Cage
5. Tuesday
6. Visions In My Head
7. Perfect Gold
8. Kiri
9. Pompadour
10. Shenanigans
11. Turbulence
12. Session 9